# Pseudanthias connelli
Pseudanthias connelli là một loài cá biển thuộc chi Pseudanthias trong họ Cá mú. Loài này được mô tả lần đầu tiên vào năm 1986.

## Từ nguyên
Từ định danh connelli được đặt theo tên của Allan D. Connell, người nhận ra loài cá này chưa được mô tả khoa học trước đó và đã thu thập tất cả các mẫu vật của chúng.

## Phạm vi phân bố và môi trường sống
P. connelli là một loài đặc hữu của Nam Phi, mới chỉ được phát hiện ngoài khơi KwaZulu-Natal, được tìm thấy ở độ sâu khoảng từ 23 đến 54 m.

## Mô tả
Chiều dài cơ thể lớn nhất được ghi nhận ở P. connelli là 11,2 cm.
Đầu và nửa thân trước của cá đực có màu đỏ thẫm, có dải đỏ băng ngang trán ra sau vây ngực. Thân sau và phần lớn vây đuôi màu đỏ, chóp thùy màu tím nhạt. Vùng dưới đầu và bụng màu hồng nhạt (gần như trắng). Vây lưng và vây hậu môn màu hồng nhạt; vây bụng màu hồng nhạt, gần như trong suốt. Cá đực khi bước vào giai đoạn sinh sản có màu sắc sẫm hơn, nửa thân sau màu trắng hồng, vây đuôi màu tía sẫm với màu xanh tím ở chóp thùy, các vây còn lại màu xanh xám nhạt.
Đầu và thân trên của cá cái màu đỏ cam, vảy viền vàng. Vùng đầu dưới mắt và bụng màu hồng nhạt (gần như trắng). Vây đuôi màu đỏ sậm, rìa sau màu xanh xám nhạt. Vây lưng đỏ nhạt, lốm đốm các chấm vàng nhạt. Các vây còn lại màu xanh xám nhạt.
Số gai ở vây lưng: 10; Số tia vây ở vây lưng: 15–17; Số gai ở vây hậu môn: 3; Số tia vây ở vây hậu môn: 7; Số gai ở vây bụng: 1; Số tia vây ở vây bụng: 5; Số tia vây ở vây ngực: 16–19; Số vảy đường bên: 39–45.